# الفهميين
قرية الفهميين هي إحدى القرى التابعة لمركز الصف في محافظة الجيزة في جمهورية مصر العربية. حسب إحصاءات سنة 2006، بلغ إجمالي السكان في الفهميين 22440 نسمة، منهم 11246 رجل و11194 امرأة.